# Wake Up
«Wake Up» — перший сингл альбому-збірника американської поп-співачки Гіларі Дафф — «Most Wanted». В США сингл вийшов 12 липня 2005. Пісня написана Гіларі Дафф та колективом Dead Executives: командою музичного запису, яка складається із Джейсона Епперсона, Джоеля та Бенджі Медденів; спродюсована Dead Executives. Пізніше пісня увійшла до збірника Дафф «4Ever» (2006) та збірника хітів «Best of Hilary Duff» (2008). Музичне відео зрежисоване Марком Веббом; прем'єра відеокліпу відбулась 15 липня 2005.
Пісня була створена із наміром різко виділитися від попередніх робіт Дафф, додаючи "повністю інший звук". Хоча сама вона вважала пісню новим верстовим стовпом, одночасно з цим нервувалася стосовно реакції шанувальників на новий матеріал.

## Музичне відео
Музичне відео зрежисоване Марком Веббом. Зйомки проходили в місті Торонто провінції Онтаріо. Прем'єра відеокліпу відбулась 15 липня 2005 в телепрограмі каналу MTV Total Request Live.
Дафф коментувала, що була дуже схвильована оцінкою шанувальниками музичне відео, оскільки режисер Марк Вебб, з яким вона працювала, був для неї взірцем. Також вона сказала, що саме після того, як одягнула чорну перуку, вирішила перефарбувати колір волосся у темний.

## Список пісень
CD-сингл для Австралії
1. «Wake Up» (album) — 3:37
2. «Who's That Girl» (acoustic) — 3:25

CD-сингл для Британії
1. «Wake Up»
2. «Wake Up» (DJ Kaya dance remix)

Максі CD-сингл для Британії
1. «Wake Up»
2. «Wake Up» (DJ Kaya Long-T mix)
3. «Come Clean» (remix 2005)
4. «Wake Up» (video)

## Чарти
Тижневі чарти
| Чарт (2005)                               | Місце |
| ----------------------------------------- | ----- |
| Australian Singles Chart                  | 15    |
| Austrian Singles Chart                    | 46    |
| Ethiopian Singles Chart                   | 1     |
| Belgium (Ultratop 50 Flanders) (Фландрія) | 5     |
| Belgium (Ultratop 50 Wallonia) (Валлонія) | 17    |
| Brazilian Singles Chart                   | 19    |
| Canada (Canadian Hot 100)                 | 4     |
| China Sino Charts                         | 4     |
| European Hot 100 Singles                  | 20    |
| Germany German Singles Chart              | 68    |
| Irish Singles Chart                       | 5     |
| Netherlands Dutch Top 40                  | 31    |
| New Zealand Recorded Music NZ             | 24    |
| Irish Singles Chart                       | 5     |
| Latin America Top 40                      | 2     |
| Spanish Singles Chart                     | 9     |
| Swedish Singles Chart                     | 45    |
| Swiss Singles Chart                       | 31    |
| UK Singles (Official Charts Company)      | 7     |
| U.S. Billboard Hot 100                    | 29    |
| U.S. Billboard Hot Digital Songs          | 4     |
| U.S. Billboard Pop 100                    | 22    |
| Чарт (2006)                               | Місце |
| France French Singles Chart               | 24    |
| Italian Singles Chart                     | 2     |
| Norway VG-lista                           | 5     |

Річні чарти
| Чарт (2005)              | Місце |
| ------------------------ | ----- |
| Australian Singles Chart | 100   |

## Продажі
| Країна     | Сертифікація (таблиця продажів та сертифікатів) | Продажі  |
| ---------- | ----------------------------------------------- | -------- |
| США (RIAA) | Золото                                          | +500,000 |

## Історія релізів
| Країна          | Дата             | Формат                 | Лейбл             |
| --------------- | ---------------- | ---------------------- | ----------------- |
| США             | 12 липня 2005    | Contemporary hit radio | Hollywood         |
| Австралія       | 28 серпня 2005   | CD-сингл               | Festival Mushroom |
| Італія          | 19 жовтня 2005   | CD-сингл               | Virgin            |
| Німеччина       | 21 жовтня 2005   | CD-сингл               | EMI               |
| Велика Британія | 24 жовтня 2005   | CD-сингл               | Liberty           |
| Німеччина       | 4 листопада 2005 | CD-сингл               | EMI               |